# Eric von Gegerfelt (journalist)
Eric Wilhelm von Gegerfelt, född 18 oktober 1874 i Stockholm, död 4 augusti 1956 på Lidingö, var en svensk författare och journalist.
Eric von Gegerfelt var son till grosshandlaren Emil von Gegerfelt. Han var anställd vid W. Sifversparres grafiska AB i Stockholm 1891–1902, innehade en egen grafisk firma i Stockholm 1902-1904 och förestod 1904–1912 Stockholms-Tidningens reproduktionsateljé. Eric von Gegerfelt började 1895 med sportjournalistik i Viktor Balcks Tidning för idrott och fortsatte senare i Ny tidning för idrott. 1917 trädde han i tjänst hos Albert Bonniers förlag där han var redaktör för tidningen Sport 1917–1919 och reklamman för Sveriges handelskalender 1919–1940. Von Gegerfelt hade aktivt deltagit i cykel-, seglings- och motorcykelsport och bland annat tävlat i landsvägslopp på cykel. Som sportjournalist, ofta under signaturen E. Geggen framträdde han i dagspress och olika tidskrifter särskilt om seglingsreferent. Von Gegerfelt utgav även Svenska seglaren och Med motorbåt. 1915 tog han initiativet till bildandet av Stockholms frivilliga motorbåtsflottilj och Svenska motorbåtssällskapet. Bland han skrifter märks Sjötermer och motorspråk (1904), På motorhoj med bönholk från Haparanda till Ystad (1921), Handbok för motorcyklister (1921), Semesterfärder på Europas landsvägar (1930), Indiskreta brev från en Marockokryssning (1934) och Se Sverige (1940).